# Пеграм, Джон
Джон Пеграм (John Pegram) (24 января 1832 — 6 февраля 1865) — американский военный, офицер армии США и бригадный генерал армии Конфедерации во время американской гражданской войны. Он стал первым офицером США на службе Конфедерации, попавшим в плен в 1861 году. Он погиб в 1865 году во время осады Петерсберга.

## Ранние годы
Пеграм родился в вирджинском городе Петерсберг в семье плантаторов. Он был старшим сыном Джемса Веста Пеграма и Виргинии Джонсон Пеграм. Джона назвали в честь его деда, генерал-майора Джона Пеграма, который командовал войсками Вирджинии во время войны 1812 года. Его отец Джеймс Пеграм был известным адвокатом и бригадным генералом ополчения. В октябре 1844 года Джеймс погиб во время кораблекрушения на реке Огайо. Его жена стала вдовой, и чтобы прокормить пятерых детей, открыла женскую школу. Одним из братьев Джона Пеграма был Уильям Ренсом Джонсон Пеграм, впоследствии — знаменитый артиллерийский офицер Северовирджинской армии.
В 1850 году Пеграм поступил в военную академию Вест-Пойнт. Он учился на одном курсе с Джебом Стюартом, Джорджем Кастисом Ли, Оливером Ховардом и Уильямом Дурси Пендером. Он окончил академию десятым в выпуске 1854 года и был определен вторым лейтенантом в драгунский полк. В 1854—1855 годах служил в форте Техон (Калифорния), в 1855—1856 в форте Рилей (Канзас). С 3 марта 1855 года переведен в 3-й драгунский полк. Впоследствии служил ещё в нескольких фортах, а с 12 января по 11 сентябре 1857 года служил в Вест-Пойнте инструктором кавалерии. 28 февраля 1857 года получил звание первого лейтенанта. С 1858 по 1860 год числился в отпуске, посетив за это время Европу, где был наблюдателем на Австро-Сардинской войне. После возвращения домой был направлен на службу на территории Нью-Мексико.

## Гражданская война
Пеграм уволился из армии США 10 мая, когда узнал о сецессии Вирджинии. В июле он получил звание подполковника армии Конфедерации и стал командовать 20-м вирджинским пехотным полком. Его полк числился в бригаде Роберта Гарнетта и служил в западной Вирджинии против федеральных войск Джорджа Макклелана.
После сражения при Рич-Маунтин Пеграм оказался отрезан от основной армии и сдался со всем своим полком. Пеграм стал первым офицером США на службе Конфедерации, попавшим в плен. Его солдаты были отпущены, а Пеграм провел 6 месяцев в заключении в крепости Монро.
В январе 1862 года он был освобожден в Балтиморе по обмену и отправлен в Ричмонд. Там он познакомился с известной в светских кругах Гети Кэри, которая стала его невестой. Поле освобождения Пеграм был повышен до полковника и стал главным инженером в армии Пьера Борегара, а впоследствии — в армии Брэкстона Брэгга. Очень скоро он получил должность начальника штаба при генерале Эдмунде Кирби Смите и участвовал в Кентуккийской кампании.
В ноябре 1862 года Пеграму присвоили звание бригадного генерала, и он стал командовать кавалерийской бригадой. В декабре, перед сражением при Стоун-Ривер, Пеграм обеспечивал разведку, причем начальство было недовольно результатами его действий. В марте 1863 года он возглавил неудачный рейд в Кентукки, который окончился разгромом в сражении при Сомерсете. Этот рейд вызвал критику многих офицеров, включая Джона Ханта Моргана. Пеграм подал прошение о переводе его на восток, и в октябре был направлен в Северовирджинскую армию. Перед отъездом он успел принять участие в сражении при Чикамоге, где сражался в составе дивизии Натана Форреста.
В Северовирджинской армии Пеграму поручили командовать ветеранской вирджинской пехотной бригадой в дивизии Джубала Эрли. Бригада состояла из пяти вирджинских пехотных полков.
- 13-й Вирджинский пехотный полк, полковник Джеймс Террилл
- 31-й Вирджинский пехотный полк, полковник Джон Хоффман
- 49-й Вирджинский пехотный полк, полковник Кэтлетт Гибсон
- 52-й Вирджинский пехотный полк
- 58-й Вирджинский пехотный полк, полковник Фрэсис Боард

Когда началось сражение в Глуши, бригада Пеграма стояла в резерве во второй линии. Вечером 5 мая корпусной генерал Юэлл заподозрил, что противник захочет обойти его левый фланг, и отправил туда бригаду Пеграма. Бригада успела построить укрепления как раз перед тем, как к её позициям вышла федеральная бригада Трумана Сеймура. Увидев укрепления, северяне отложили атаку, но в 18:00 пришёл приказ атаковать, и несколько полков были брошены на штурм позиции Пеграма. Эта атака была отбита, но Пеграм получил тяжёлое ранение. 
Пеграм был отправлен домой для выздоровления. Вернувшись в строй осенью, он принял участие в кампании в долине Шенандоа в роли дивизионного командира. После разгрома в сражении при Кедровом Ручье немногие выжившие, включая Пеграма, вернулись к Северовирджинской армии в траншеи под Петерсбергом.
Его младший брат Уильям также погиб в последние дни войны в сражении при Файв-Фокс.
Пеграма похоронили на Голливудском кладбище в Ричмонде.